# Шкіря Тиберій Михайлович
Тиберій Михайлович Шкіря (31 січня 1930, Мукачево — 5 грудня 2006) — український науковець, професор, доктор технічних наук, Заслужений діяч науки і техніки України.

## Біографія
Народився 1930 року у Мукачевому, Чехословаччина (нині — Закарпатська область, Україна). Закінчив навчання у червні 1953 року на лісоінженерному факультеті ЛЛТІ (Львівський лісотехнічний інститут) з відзнакою.
З вересня 1553 року — асистент ЛЛТІ, 1963–1974 рр. — декан лісоінженерного факультету; з 1973 р.- завідувач кафедри технології та обладнання лісопромислового виробництва.

## Науковий доробок
Провідний вчений з проблеми ділення деревини вздовж волокон без стружкоутворення (шляхом розколювання). Під його керівництвом сформована наукова школа, котра має значний доробок, відомий як в Україні, так і за її межами. Учасник виставок досліджень народного господарства (Москва '59,'78,'84,'89), Міжнародних: Гельсінкі'80, Москва'84, Ганновер ЕКСПО 2000. Дипломант Міжнародної виставки «Лісдеревмаш-84». Автор монографії (Совершенствование динамики дровокольных станков. Изд-во «Выща школа», 1977.-160 с.), 4-х підручників, 129 наукових праць, 67 авторських свідоцтв і патентів, 19 рефератів.